# Luc Mazerolle
Pour les articles homonymes, voir Mazerolle.
Luc Mazerolle (né le 23 février 1982 à Hull, dans la province de Québec au Canada) est un joueur professionnel canadien de hockey sur glace.

## Carrière de joueur
Après une saison junior avec les Hawks de Hawksbury, il devient joueur professionnel en s'alignant avec les Sangliers Arvernes de Clermont de la Ligue Magnus en France. À la suite de deux bonnes saisons à Clermont-Ferrand, il signe avec les Dauphins d'Épinal où il est assistant capitaine à sa troisième et dernière saison avec le club.
Il évolue ensuite deux autres saisons en France, cette fois avec les Ducs de Dijon. Il effectue un retour au Canada avec les Warriors d'Akwesasne de la Federal Hockey League en 2010-11.

## Statistiques de carrière
| Saison    | Équipe                         | Ligue        |    | Saison régulière | Saison régulière | Saison régulière | Saison régulière | Saison régulière |   | Séries éliminatoires | Séries éliminatoires | Séries éliminatoires | Séries éliminatoires | Séries éliminatoires |
| Saison    | Équipe                         | Ligue        | PJ | B                | A                | Pts              | Pun              | PJ               | B | A                    | Pts                  | Pun                  |                      |                      |
| 2002-2003 | Hawks de Hawkesbury            | CJHL         | 54 | 51               | 45               | 96               | 56               | -                | - | -                    | -                    | -                    |                      |                      |
| 2003-2004 | Sangliers Arvernes de Clermont | Ligue Magnus | 23 | 18               | 8                | 26               | 36               | 4                | 2 | 2                    | 4                    | 2                    |                      |                      |
| 2004-2005 | Sangliers Arvernes de Clermont | Ligue Magnus | 28 | 16               | 7                | 23               | 16               | 4                | 3 | 0                    | 3                    | 0                    |                      |                      |
| 2005-2006 | Dauphins d'Épinal              | Ligue Magnus | 26 | 11               | 6                | 17               | 36               | 5                | 1 | 1                    | 2                    | 6                    |                      |                      |
| 2006-2007 | Dauphins d'Épinal              | Ligue Magnus | 26 | 10               | 7                | 17               | 51               | -                | - | -                    | -                    | -                    |                      |                      |
| 2007-2008 | Dauphins d'Épinal              | Ligue Magnus | 25 | 1                | 1                | 2                | 34               | 2                | 0 | 0                    | 0                    | 0                    |                      |                      |
| 2008-2009 | Ducs de Dijon                  | Ligue Magnus | 26 | 9                | 6                | 15               | 46               | 3                | 2 | 0                    | 2                    | 4                    |                      |                      |
| 2009-2010 | Ducs de Dijon                  | Ligue Magnus | 24 | 12               | 15               | 27               | 12               | 3                | 2 | 1                    | 3                    | 2                    |                      |                      |
| 2010-2011 | Warriors d'Akwesasne           | LFH          | 8  | 9                | 8                | 17               | 2                | 2                | 2 | 2                    | 4                    | 0                    |                      |                      |
|           |                                |              |    |                  |                  |                  |                  |                  |   |                      |                      |                      |                      |                      |
| 2018-2019 | Cornwall Senior Prowlers       | LHSAO        | 2  | 1                | 1                | 2                | 4                | -                | - | -                    | -                    | -                    |                      |                      |